# Elezioni legislative in Francia del 1824
Le elezioni legislative in Francia del 1824 per eleggere i 430 deputati della Camera dei Deputati si sono tenute dal 25 febbraio al 6 marzo.

## Sistema elettorale
Rispetto alle elezioni precedenti, dove vigeva un sistema maggioritario a doppio turno, la legge elettorale risulta variata: dopo l'assassinio del Duca di Berry nel febbraio 1820, il governo Richelieu II introduce il turno unico con un sistema di doppio voto: chi paga le cosiddette "quattro vecchie", ovvero le imposte sul valore fondiario, sulla persona fisica, sull'attività economica e sulle finestre, e versa un pagamento di 300 franchi ha la possibilità come in precedenza di esprimere un voto, mentre che paga le succitate tasse e versa 400 franchi può esprimerne un secondo. Scopo della legge, appoggiata sia dagli ultrarealisti che da dottrinari dissidenti ha il duplice scopo di avvantaggiare i primi ed impedire l'accesso al Parlamento di deputati liberali, repubblicani o con un passato giacobino, come l'abate Henri Grégoire.

## Esito
Come conseguenza della legge, le elezioni segnano una decisiva svolta del sistema politico: gli ultrarealisti, fino ad all'ora all'opposizione nella Camera, ottengono una supermaggioranza, mentre i dottrinari costituzionalisti vedono ridursi i loro seggi da 194 a 17. Questi esiti, oltre alla morte di Luigi XVIII, che avverrà il 16 settembre dello stesso anno, e l'incoronazione dell'ex-leader degli Ultras Carlo X, porteranno la politica francese della Restaurazione a vertere su un'impostazione reazionaria e illiberale, con forti limitazioni agli interessi della nascente borghesia in favore della vecchia nobiltà rurale. Tuttavia, l'ala moderata degli Ultras, nelle persone dei conservatori La Bourdonnaye e Chateaubriand, costituirà d'ora innanzi un'opposizione interna alla maggioranza, ostile ad una degenerazione dei poteri del sovrano pur senza negarne la legittimità e la sacralità.

## Risultati
| Partito                            | Partito       | Voti   | %    | Seggi |
| ---------------------------------- | ------------- | ------ | ---- | ----- |
|                                    | Ultrarealisti | 90.240 | 96,1 | 413   |
|                                    | Dottrinari    | 3.760  | 3,9  | 17    |
| Totale                             | Totale        | 94.000 | 100  | 430   |
| Fonti: Élections législatives 1824 |               |        |      |       |